# Abdellatif Jouahri
 (juillet 2015).
Si vous disposez d'ouvrages ou d'articles de référence ou si vous connaissez des sites web de qualité traitant du thème abordé ici, merci de compléter l'article en donnant les références utiles à sa vérifiabilité et en les liant à la section « Notes et références ».
Abdellatif Jouahri (en arabe : عبد اللطيف الجواهري), né le 10 juin 1939 à Fès est un banquier et homme politique marocain, gouverneur de la Bank Al-Maghrib, la banque centrale marocaine. 

## Biographie
Il a exercé au sein de Bank Al-Maghrib (1962–1978), où il occupe plusieurs postes de direction. Il a également été :
- Ministre délégué auprès du Premier ministre chargé de la réforme des entreprises publiques (1978) ;
- Ministre des Finances (1981-1986) ;
- Président directeur général de la BMCE et Président du GPBM (1986-1995) ;
- Président directeur général de la CIMR (2002-2003) ;
- Gouverneur de Bank Al-Maghrib (depuis 2003).

En 2017, il figure dans la liste des meilleurs gouverneurs d’une banque centrale au monde, publiée par le magazine Global Finance, avec ceux de l’Australie, la Jordanie, le Honduras, Israël, le Liban, le Paraguay, la Russie, le Taïwan et les États-Unis.[réf. nécessaire]
En 2024, Jouahri est nommé meilleur banquier central d'Afrique par la magazine spécialisé The Banker (en).